# Rafael Alberti
Rafael Alberti Merello (Puerto de Santa María, 1902. december 16. – Puerto de Santa María, 1999. október 28.) andalúziai spanyol költő.

## Élete
A spanyol és katalán irodalomtörténet egyik nagyjaként tartják számon, több díjjal is elismerték. Kiválóan rajzolt, de a festészetet feladta az irodalom javára. Hazáját egy időre elhagyta, miután véget ért a spanyol polgárháború, mert tagja volt a kommunista pártnak. Párizsban, Argentínában és Olaszországban élt, itt is adott ki műveiből. Spanyolországba 1977-ben tért vissza. Szenvedélyes Barcelona futball drukker volt és 88 évesen még feleségül vette a titkárnőjét, de a századfordulót már nem érte meg.

## Munkássága
Több korszak is megkülönböztethető nála: neopopularizmus, gongorizmus, szürrealizmus, politikai költészet és a nosztalgikus költészet.
Az első korszaka, a neopopularizmus, a neotradicionalizmus jegyében is telik. A hagyományos formákat harmóniába hozza az avantgárddal rövid versekben, énekekben, olykor népi és olykor alaposan kidolgozott metaforákban.
- Marinero en tierra (1925)– modern tónusban, egyszerű nyelvezettel. A tenger a tisztaságot és a szabadságot szimbolizálja nála
- La amante (1926)
- El alba del anhelí (1927)

Második korszakát a gongorizmus, szürrealizmus és az irracionalizmus jellemzi.
- Cal y canto (1929)– legavantgárdabb kötete
- Sobre los ángeles (1929) – futurista
- Yo era un tonto y lo que he visto me ha hecho dos tontos (1929)

A harmadik korszaka az után veszi kezdetét, hogy belép a kommunista pártba.
- Un fantasma recorre Europa (1933)
- 13 bandas y 48 estrellas (1936)
- Nuestra diaria palabra (1936)
- De un momento a otro (1937) – politikai hangvételű

Külföldön írt művei:
- Entre el clavel y la espada (1941)
- Retornos de lo vivo lejano (1952)
- Baladas y canciones del Paraná (1953)

### Magyarul megjelent művei
- Az elveszített liget – az 1930-as évek fénykoráról, a polgárháború okozta szenvedésről és pusztításról
- Egy spanyol polgári család csoportképe – Fordította Amigó László, Korunk, 1936
- Szvetlov granadai románca – Fordította Amigó László, Korunk, 1936
- Az ismeretlen angyal. Válogatott versek; vál., ford. Somlyó György; Európa, Bp., 1962

## Díjak
- Premio Nacional de la Literatura – 1924

- Nemzetközi Lenin-békedíj 1964

- Cervantes-díj, 1983